# 梶原ひろみ
梶原 ひろみ（かじわら ひろみ）は、日本の声楽家（ソプラノ）、クラシカル・クロスオーバー歌手
。女性歌手グループLuminous元メンバー。

## 経歴・人物
福岡県生まれ、長崎県育ち、関東在住。長崎県立長崎東高等学校を経て大阪芸術大学芸術学部声楽コースを卒業。
大阪芸術大での同級生にコンポーザー・ピアニストの天平がおり、彼のアルバム「火の鳥Vol.1」にも参加している。
2014年3月より長崎東高時代の同級生であるフリーアナウンサーの前田真里とインターネットラジオ「まりカジWorld」を配信している
。

## ディスコグラフィ

### アルバム 「Cristallo（クリスタッロ）」
1. Time to say goodbye
2. SE/Italian Version
3. 春の約束
4. Spell
5. 秘密
6. The Earth　〜この地球（ほし）の声〜 」
7. 街

### シングル「Unlimited Love」
- ゴスペルシンガー上原ヨシュアとのDuo - 2016年3月14日リリース

1. Unlimited Love
2. 怖がりな僕とキミの恋

### 歌唱提供
- 「覇道」（新日本プロレス選手・後藤洋央紀テーマ曲）
- 「WISH」（SNKプレイモア・スカイラブ2〜再会の空〜テーマ曲）

出典　株式会社SNKプレイモアHP http://slot.snkplaymore.co.jp/official/skylove2/

### 作品
TV番組
『街』　作詞・作曲　梶原ひろみ　編曲　KAZSIN　（BS朝日「にっぽん今昔道」ENDテーマ曲）　

## 著書
- 『音楽専門学校の講師が教える！ボーカル トレーニング CD付』ミュージックネットワーク、2015年1月16日

出典
ミュージックネットワーク HP
http://www.musicnetwork.co.jp/work/book-mook/